# 2007年香港賀歲煙花匯演
2007年香港賀歲煙花匯演是香港特別行政區政府為慶祝2007年農曆新年的來臨而所舉辦的一項賀歲煙花匯演節慶活動，於2007年2月19日在維多利亞港舉行。

## 煙花匯演
是次煙花匯演共分成12幕，12幕煙花分別命名為：
| 幕次                                                             | 時間              | 內容介紹 | 備註 |
| 第1幕：恭喜發財 配樂：恭喜發財 原唱：劉德華                      | 20:00:00-20:01:22 | 大紅「吉」字煙花，祝各位大吉大利。而低空所出現的「綠色拉手」，就像拱手般向各位拜年。 |      |
| 第2幕：歡樂年年 配樂：歡樂年年 原唱：Twins                       | 20:01:23-20:02:02 | 紅、綠色的煙花從「大炸裂瀑布」般一瀉而下，而爆竹的霹靂聲響，體現了新春的歡樂氣氛。 |      |
| 第3幕：財神到 配樂：財神到 原唱：Twins                           | 20:02:03-20:02:59 | 造型像反轉8字的煙花與首次在香港出現的「金元寶」煙花，好像財神從天空灑金元寶到地上。 |      |
| 第4幕：豬籠入水 配樂：仲有最靚嘅豬腩肉 原唱：香港童聲合唱天地    | 20:03:00-20:03:52 | 「粉紅豬鼻」煙花再配以人見人愛的「彩色笑臉」煙花，寓意香港市民均能「豬籠入水」，以笑臉迎接金豬年的到來。 |      |
| 第5幕：百業興旺 配樂：Zoosters Breakout 演奏版本：Hans Zimmer    | 20:03:53-20:05:30 | 踏入香港主權移交十周年，紅、藍、紫及湖水藍牡丹煙花及「引光菊帶藍」煙花相互輝映，香港經濟百業興旺，就業率上升，社會百花齊放，欣欣向榮。 |      |
| 第6幕：月映長空 配樂：Reflections of Passion 演奏版本：雅尼      | 20:05:31-20:08:35 | 紅、粉紅、草綠、橙及藍色等閃爍的煙花劃破長空，七彩的「天使秀髮」在空中擺動，予人有寧靜舒服的感覺。而「炸裂瀑布」煙花有如瀑布般散下，寓意香港人可洗滌疲憊的心靈，各人身心康泰。在煙花及配樂襯托下，現場出現了一片浪漫的氣氛。                                                                         |      |
| 第7幕：夢幻之旅 配樂：Keys to Imagination 演奏版本：雅尼         | 20:08:36-20:10:45 | 水面一排排的金色拉手燭光煙花，寓意香港人創意無限。而紅、紫、綠色花瓣包圍金黃色的「炸裂芯」煙花，則在高空產生各色炸裂效果。另一方面，在低空的綠色拉手燭光煙花，與高空的煙花互相呼應，就好像澎拜創新的意念不斷湧現眼前，使到現場有如夢如幻的效果。                                                     |      |
| 第8幕：萬物叢生 配樂：Celtic Kittens 演奏版本：Ronan Hardiman    | 20:10:46-20:13:50 | 「紅暗綠紡」及「紅暗銀紡」的煙花，就好像大地初開，萬物重生一樣，新一年生機處處。煙花在天空上一層層的張開，在雲層間若隱若現，讓人留下美好的回憶。大閃爍菊花寓意春暖花開，當中夾雜紅、金、綠、銀色等的「子母彈」煙花，就像七彩斑斕的花朵擁抱般。                                                       |      |
| 第9幕：香格里拉 配樂：Shangri-La 演奏版本：女子十二樂坊          | 20:13:51-20:15:36 | 水晶球狀結集成蝴蝶形飛舞的煙花，伴著「環帶閃爍芯」、「環帶紅」及「綠拉手」煙花有如花燈處處，蝴蝶飛舞般。寓意香港是一個理想的安樂窩，讓市民在這一有人情味的城市攜手共勉，共創和諧樂章。 |      |
| 第10幕：一家團聚 配樂：摩登大唐 演奏版本：王曉南                 | 20:15:37-20:18:22 | 「飛魚群」、「炸裂蜂」及「炸裂拉手」煙花，比喻家中勤勞的父母，手牽手輕撫著萬千寵愛在一身的兒女一樣。而閃爍「天使秀髮」煙花，就好像在空中發放著幸福的氣味般，有如一家人共聚天倫的感覺一樣。 |      |
| 第11幕：笑逐顏開 配樂：Croation Rhapsody 演奏版本：Maksim Mrvica | 20:18:23-20:21:08 | 「金錢滿地」煙花，將片片金光灑滿維多利亞港，並出現了一層薄薄的金箔。而水面上的彩色燭光煙花跟被銀圈環抱彩色菊花手牽手，猶如太空行星般移動，增添歡樂熱鬧的新年氣氛。 |      |
| 第12幕：粵港大團圓 配樂：Kolibre 演奏版本：Maksim Mrvica         | 20:21:09-20:23:08 | 「飛魚哨音」煙花首先出場助興，接著色彩分明的「引光紅、綠」煙花，為這一幕加冕，並有著強烈對比。當觀眾意猶未盡之際，鮮艷奪目的「銀、鮮黃、草綠及紫牡丹」煙花不停發放，而密集的「錦冠閃尾」再把這匯演推至頂峰，最後以排山倒海式的「禮炮」向粵港市民致敬；並祝願粵港一家親，兩地能互相輝映，同慶大團圓。 |      |

## 前期籌備工作

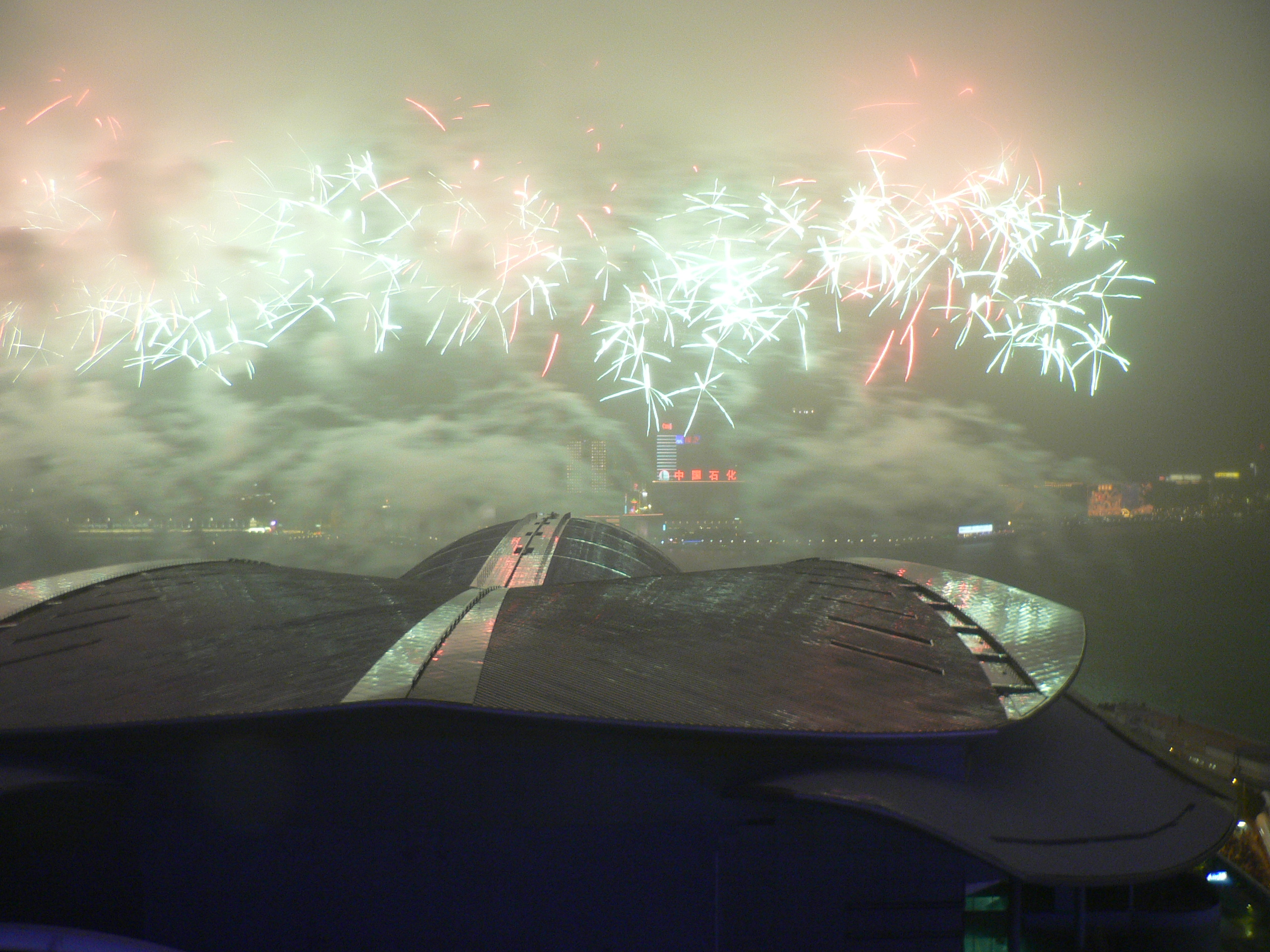
2007年香港賀歲煙花匯演的其中一幕

一如往年，本年的賀歲煙花匯演在農曆年初二（2007年2月19日）晚上在維多利亞港舉行。由於2007年是香港主權移交十周年，各社團均有大量慶祝活動而導致欠缺資源贊助。又有指香港潮州商會將承辦是年之煙花匯演，但該會執事人最後否認，並稱只會考慮贊助2007年10月的中華人民共和國國慶煙花匯演。
及至2006年12月，贊助者香港廣東各級政協委員聯誼會召開理事會會議，並在會上宣布該會已向康文署申請贊助2007年農曆年初二晚賀歲煙花匯演，並於11月底獲署方批准。該會首席會長戴德豐表示，2007年是香港主權移交十周年，該會對於能夠獨家贊助煙花匯演深感榮幸，冀透過煙花匯演能為新年增添喜慶氣氛，並為香港主權移交十周年的慶祝活動打響頭炮。
另一方面，會方亦希望透過煙花匯演能提高該會在社會的知名度，並團結更多相同理念的人士參與會務。為隆重其事，該會將成立「新春煙花匯演籌備委員會」以統籌有關事宜，並邀請香港政商界人士、粵港兩地政府及香港中聯辦官員於煙花匯演當晚參與該會在香港會議展覽中心舉行的酒會，估計約有2,000人出席。戴德豐估計，煙花匯演及酒會費用約需400萬港元，並笑言過往均與家人出外旅行渡歲，但本年將留港參與賀歲煙花的籌備工作，冀各委員亦能支持會方的決定，共同參與籌備工作。
2007年1月下旬，戴德豐再向記者表示，該會對於承辦賀歲煙花匯演感到非常榮幸且別具意義，並得到會內眾委員的踴躍參與且爭相鼎力支持，應允出席慶祝酒會的人數達2,000多人，有關煙花匯演的具體詳情將於2月8日假尖沙咀香港文化中心對外公布，會方相信承辦煙花匯演能為這中國傳統節日增添不少喜慶氣氛。

## 正式對外宣佈
2007年2月8日下午，會方聯同煙花匯演製作公司及民政事務局代表，假尖沙咀香港文化中心召開記者招待會，以介紹當晚煙花匯演的特色。在會上，該會首席會長戴德豐再一次表示能在香港主權移交10周年之際贊助賀歲煙花深感榮幸，他認為煙花匯演不但為香港增添喜氣洋洋的熱鬧氣氛，並為香港市民帶來新春喜慶的娛樂。此外，是次煙花匯演亦揭開了廣東省各級政協之香港地區委員慶祝香港主權移交十周年一系列活動的序幕。
是次煙花匯演一如以往，於農曆年初二（2007年2月19日，星期一）香港時間晚上八時，於維多利亞港上空舉行。贊助者將是次的煙花匯演命名為「慶祝香港回歸10周年暨丁亥年新春煙花大匯演」。煙花匯演耗資400萬港元，並分成12幕，由3艘躉船發放共23888枚直徑4至7吋的煙花彈，歷時23分鐘08秒。
本年度的賀歲煙花匯演，將出現多款首次在香港出現的煙花圖案，首先在第一幕《恭喜發財》中，躉船將發放出大紅「吉」字煙花。以漢字作造型的煙花乃全球首次發放，在煙花技術中屬突破性之作。據匯演策劃者毛偉誠指，一般煙花彈在爆開後均呈現曲線立體圖案，製作公司所製作的「吉」字煙花，則要將原本立體的圖案變成平面，製作已具一定難度。加上「吉」字的有橫直筆劃及曲線，且「吉」字屬對稱及要使海港兩岸均能欣賞，使製作及發放的難度均倍增。而製作公司為製作有關煙花，從2004年起開始研製並歷時三年，至2006年聖誕過後才能成功，並趕及於是次煙花匯演中推出。毛偉誠指，「吉」字煙花在試發時曾多次失敗，能成功研製煙花實屬嘔心瀝血之作。在是次煙花匯演中，「吉」字煙花的直徑達100米，並會在半空中停留三至四秒，而多個「吉」字煙花將配以「變色菊花」、「金色光帶」等低層煙花在兩分鐘內逐個連串發放。而設計者亦刻意把「吉」字做到東歪西倒，將「福到」的意思引伸為「吉到」外，亦寓意「大吉大利」。而毛偉誠亦指，由於預計「吉」字煙花被受觸目，為免煙霧影響視覺效果，特別將「吉」字煙花安排在在首幕發放，以便觀眾能欣賞其的美妙之處。
另一方面，第三幕的《財神到》及第四幕的《豬籠入水》亦在香港煙花匯演中使用新款煙花。在《財神到》一幕中，「金元寶」煙花將首次出現在香港煙花匯演的夜空中，金黃色煙花由水面射向高空，再向兩邊飄落，看起來就像金元寶從天空灑向現場觀眾，並配以8字型帶銀環煙花在天空中閃爍，喻意萬事順景。而為配合豬年來臨而出現的「粉紅豬鼻」煙花，則會在《豬籠入水》一幕中出現。由大圈煙花包圍兩個細圈所組成的「粉紅豬鼻」煙花，象徵豬籠入水。再配以人見人愛的「彩色笑臉」煙花及「漫天豬鼻」的景象，使現場環境變得可愛。在麥兜卡通名曲《仲有最靚嘅豬腩肉》的襯托下，觀眾可以發揮想像力和重拾童真的喜悅。
至於最後一幕《粵港大團圓》乃全晚煙花匯演之最高潮；「飛魚哨音」煙花首先出場助興，接著色彩分明的「引光紅、綠」煙花，為這一幕加冕，並有著強烈對比。當觀眾意猶未盡之際，鮮艷奪目的「銀、鮮黃、草綠及紫牡丹」煙花不停發放，而密集的「錦冠閃尾」再把這匯演推至頂峰，最後以排山倒海式的「禮炮」作謝幕。贊助者冀透過煙花，向粵港兩地市民致以祝福，並希望兩地能互相輝映，友誼永固，同慶大團圓。另一方面，煙花匯演策劃者毛偉誠更透露，《粵港大團圓》一幕中更會出現「好有意思嘅嘢（很有意思的東西）」，但他不肯透露詳情，只表示與香港主權移交十週年有關，詳情須留待觀眾屆時細心觀賞。
整體而言，是次煙花匯演的整體設計強調追逐圖案，使煙花彈在海、空爭相綻放，增添喜氣洋洋的氣氛，而首四幕煙花皆以粵語流行歌曲作背景音樂。另外，去年極矚目可在水面游走的煙花，今年更可於高空處出現。是次煙花匯演需動用4.5噸火藥，並由三艘躉船於會展對開300米處成一直線排開，估計煙花可達300米高、700米闊，故市民毋須擠到海港兩旁觀看。
戴德豐認為，由於2007年是香港主權移交十周年，是一個具紀念性的年份，故此吸引了十多個團體及組織競逐煙花匯演的贊助權，會方對於能夠成功贊助是次煙花匯演，感到非常開心及榮幸。當有記者問及戴德豐他何以能脫穎而出時，他笑言：「你（記者）看不到我們的名字（政協）嗎？」，並強調這是歷來首次有政協委員以其名義贊助煙花匯演。他又認為粵港兩地關係日益密切，冀望透過贊助是次煙花匯演，除可以為豬年帶來一個好開始之餘，又可以作為香港主權移交十周年的首個大型慶祝活動，並讓市民歡度香港主權移交十周年及推動構建和諧及穩定的社會，以及體現和諧繁榮、粵港大團圓的精神。主辦單位估計，由於不少中國內地遊客到香港渡歲，故是次煙花匯演將吸引40萬人到現場觀賞，並打破歷年紀錄。

## 後期籌備工作
香港警務處在2月13日估計煙花匯演舉行當晚將有40至50萬人到海港兩岸欣賞煙花。其中30至40萬人到尖沙咀觀賞；另有約10萬人到香港島沿岸各處觀看。為此，香港政府多個政府部門在煙花匯演進行前，採取了多項陸上及海上交通等管制措施，以應付前往觀看煙花的人潮。
在海上交通方面，海事處於煙花匯演舉行當日，將海運大廈西南端至中區政府碼頭以及紅磡火車站貨運碼頭至奇力島香港遊艇會防波堤之間的維多利亞港中部水域列作限制區，並於當晚19:30至21:00期間禁止船隻行走，而天星小輪各航線及新世界第一渡輪各離島航線亦會於海港封閉期間暫停行走。另提供海上離岸觀賞煙花匯演之船隻須於匯演進行期間停於限制區以東的水域，而觀光遊覽船如在晚上九時海港解封後，於皇后碼頭及九龍公眾碼頭卸客，須於指定等候區內等候，而船隻使用九龍公眾碼頭時須從東面進入等候區，並於卸客後從西面離開。
而陸上交通方面，警方將於煙花匯演舉行當日下午五時起，陸續封閉尖沙咀區內多條街道。而香港島干諾道中、夏慤道、告士打道及灣仔軒尼詩道以北的大部份街道則於晚上六時半起封閉，而山頂區及由維園道至民康街之東區走廊西行線亦會採取交通管制措施。在封路及交通管制措施實行期間，所有設於受影響範圍的路旁泊車位將被取消，而在封路範圍內的停車場通道及酒店行車通道將於封路期間不准車輛進出。警方呼籲，市民應使用公共交通工具前往海傍地區，並且不要在地鐵車站大堂或出入口停留等候，倘若人群過度擠迫，警方或會要求市民離開。而尖沙咀及香港文化中心一帶地方有多項道路及建築工程，市民切勿走近或攀附鐵欄，免生危險。
而交通安排方面，九廣東鐵於當晚八時半至十時，會將班次加密至三分半鐘一班。地鐵於當晚六時至十時半加密班次，其中荃灣、觀塘、港島及將軍澳線將加密至三分鐘一班，而東涌線香港站至青衣站之間的服務亦會加密至五分鐘一班。而香港電車、山頂纜車及香港島內部分巴士服務亦會因應乘客需求而加密班次行駛。 而所有位於受封路影響範圍之巴士車站及專線小巴站將會暫停使用，有關的車站將暫時設於佐敦匯翔道巴士總站，廣東道中港碼頭外、加連威老道香港科學館對出、中環交易廣場巴士總站及軒尼詩道近灣仔地鐵站等地點。
由於香港天氣在2007年春節前轉暖，但天文台在2月12日預測年初二當天將有東北季候風抵達香港，估計將風勢轉大及有幾陣雨，雲量亦較多。因天文台在2月18日年初一的天氣預報中指年初二將多雲，有幾陣微雨及薄霧，或會影響欣賞煙花。不過煙花匯演策劃者毛偉誠表示，即使當天天氣為多雲或有雨，煙花匯演亦會如期進行。

## 觀眾的迴響

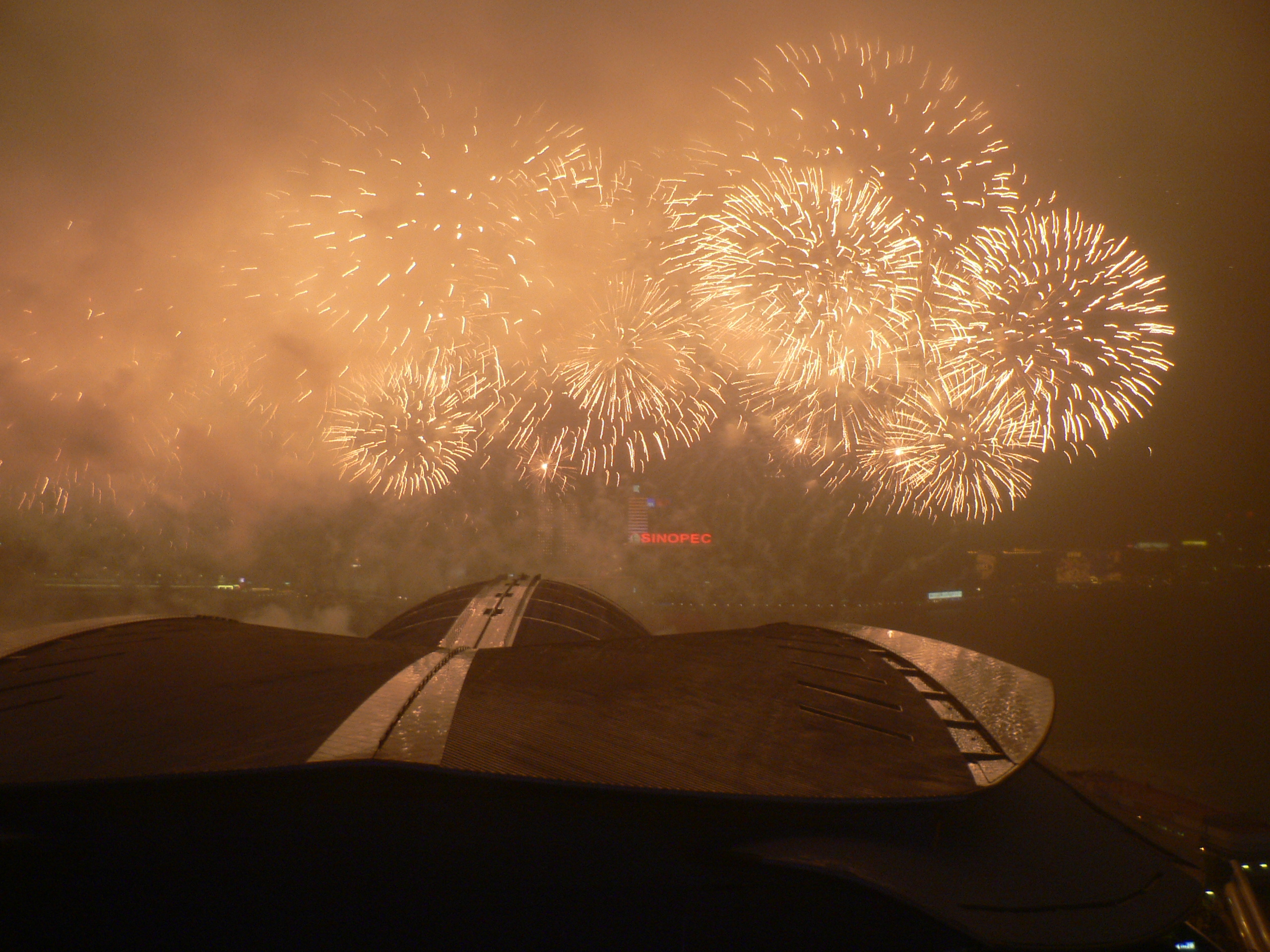
2007年香港賀歲煙花匯演的其中一幕

由於舉行當晚，香港受一海洋氣流影響，又適逢廿四節氣中的「雨水」，故當天的能見度偏低，且被大霧靇罩。而匯演進行期間，維多利亞港兩岸有微雨，使海港兩岸觀賞煙花的人數只有三十三萬人。較主辦單位及警方所估計的五十萬人為少。其中有廿七萬人在尖沙咀沿岸各處欣賞，其中香港文化中心一帶及星光大道人群更為擠湧，警方須於晚上6時不再讓市民進入。而香港島方面，約有六萬人在島上沿岸觀看，觀賞者大部份均到金紫荊廣場欣賞，亦有市民到2006年啟用的中環新天星碼頭觀看。雖然煙花匯演舉行期間天氣欠佳，但無損眾人的興致。
從中午12時起，不少市民及遊客已到尖沙嘴海旁等地方等候，希望佔據最有利的位置欣賞煙花，亦有攝影發燒友帶齊器材到場。由於其時距離匯演開始尚有一段時間，部分人帶來了食物、椅子、撲克牌及手提遊戲機以消磨時間，而攝影愛好者則作事前預備工作，並佔據著有利位置，冀能將煙花最絢麗燦爛的一刻留住。而日間時晴時雨，部分市民在附近找尋有蓋地點等候，附近所有有蓋地點均擠滿了避雨的市民；不過，亦有市民無懼風雨，撐著傘坐在蓋著報紙的地面等待。而一雙雙的情侶也在傘下依偎，在細雨中靜待晚上璀璨的煙花。入夜後，到海港兩岸觀賞煙花的遊人越來越多，文化中心廣場被黑壓壓的人群所覆蓋，但由於時晴時雨，期間亦出現七彩斑斕的「傘海」。
晚上八時，煙花匯演正式開始，市民大多均自動自覺隨即收起雨傘，免妨礙他人觀賞，並紛紛舉起相機及手提電話拍攝眼前美景。第一幕「大紅吉字」煙花甫出場，維港上空在短時間內掛上多個吉字，由於「吉」字甚具意頭且非常創新，令在場市民均讚不絕口。而煙花在霧雨濛濛時仍清晰可見，瞬即令在場觀眾歡呼拍掌，現場洋溢著喜氣洋洋的氣氛。而第三幕《財神到》，「金元寶」煙花及寓意發財「8字型帶銀環」煙花由水面射上半空，在市民頭上接連爆發，穿梭乍現；教市民嘩嘩呼叫，甚至興奮得大叫「錢呀！錢呀！」及「真係睇到元寶啊！」等讚嘆之聲。而由於部份「8」字圖案煙花在發放時是較貼近水平線，故亦有市民聯想其為蝴蝶結（煲呔）。
第四幕煙花《豬籠入水》，首度亮相的「粉紅豬鼻」煙花與彩色「笑臉煙花」互相交替出現，搭配以麥兜電影歌曲《重有最靚嘅豬腩肉》為配樂，使煙花不再是獨沽一味的「砰砰聲」，成年人與小孩均齊聲高呼有趣。不過在現場所見，原意發放由大圈煙花包圍兩個細圈煙花組成「粉紅豬鼻」煙花，其兩個小圈較預期中的為大，形成了大圈內有一個「十」字，使「豬鼻」的造型較難辨認，未能清楚呈現，有市民認為更像一粒衫鈕。可是，由紅、綠煙花組成的笑臉圖案，其向上翹的嘴巴相當清楚，博得遊人哈哈大笑，深受觀眾歡迎。
到了最後一幕《粵港大團圓》，多顆巨型煙花球勢如破竹；無間斷地由三艘煙花船以密集式發放，射向高空。萬紫千紅、金銀藍綠等巨型「菊花」及「牡丹花」連珠爆發，爭相競艷。五光十色的煙花將維港夜空照得如同白晝，震撼人心。而壓軸排山倒海式的「禮炮」，將整個煙花匯演走向高潮，將現場觀眾的情緒推至高點。最後，煙花匯演亦於一輪金光閃現中結束，現場喝采聲震動維港兩岸，為匯演畫上完美句號，維港夜空又回復平靜。正當煙花匯演教人意猶未盡之際，此時雨勢忽然變大，眾人立即又撐起雨傘，到附近有蓋地方避雨。結果不消十分鐘，文化中心廣場的黑壓壓人群瞬即消失，廣場只餘下一片蕭瑟。
不少現場觀眾均對是年的煙花匯演讚口不絕，特別對是年新出現的「大紅吉字」、「金元寶」及「豬鼻」煙花均感十分有趣，而第六幕《月映長空》的「金色天使秀髮」煙花令現場環境既優雅又浪漫，亦打動了不少觀眾的心。唯一美中不足的是整天均下著毛毛細雨，有攝影愛好者認為，由於微雨令景物模糊，而背景亦由原來的黑色變成灰色，效果始終比天氣清朗時欠佳。香港天文台表示，當日香港有薄霧和幾陣微雨，能見度輕微下降，但由於煙花匯演期間風勢增強，並不妨礙市民觀賞煙花。但薄霧則有可能影響高地觀賞煙花的清晰度。而整體來說，煙花在爆發時雖略帶一點模糊，但效果仍屬良好。
另一方面，不少旅港遊客在得知有煙花匯演後，亦前來到場觀看。有來自山東的遊客表示他們一行人在中國內地看過不同規模的煙花匯演，但認為是次煙花匯演是他有生以來所見過中最美的。亦有英國遊客則認為煙花表演十分美妙。有台灣旅客認為香港的煙花較台灣來得好。
煙花匯演結束後，觀眾均迅速地有秩序散去，情況大致良好，未有遺下大量垃圾。不過，是年在尖沙咀一帶垃圾箱及地面則留下5.5公噸的垃圾，較2006年的4.55公噸為多，需由食物環境衛生署人員及義工清理，花近半小時才清理完畢。康文署發言人解釋，由於尖沙咀一帶傍晚有雨，使大部份所收集到的垃圾皆為濕報紙，由於雨水增加垃圾的重量，使是年的數字較2006年有所上升。

## 煙花匯演所帶來的商業活動

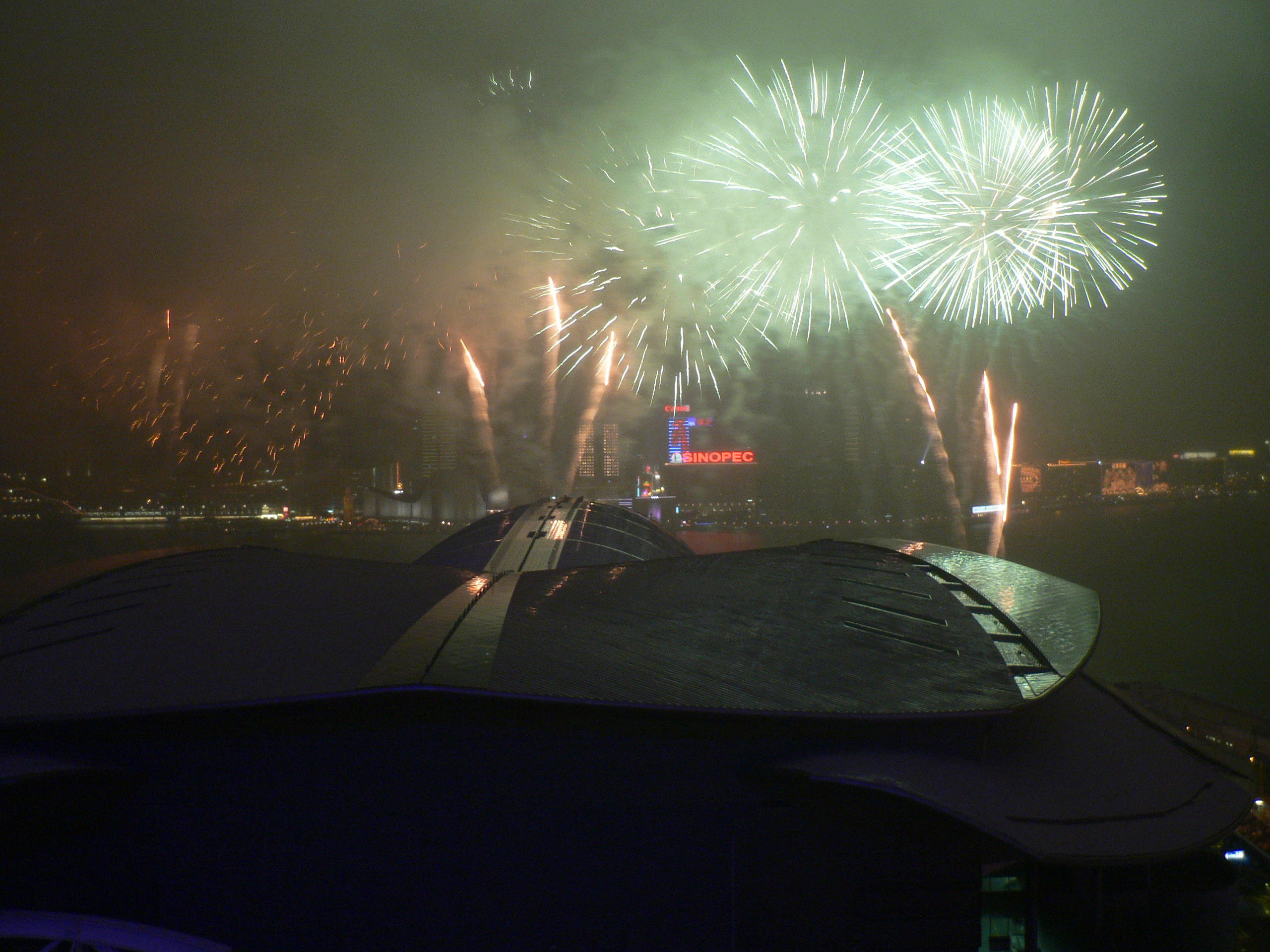
2007年香港賀歲煙花匯演的其中一幕

一如往年，煙花匯演亦帶旺了不少與其有關的商業活動。有商場為增加商舖零售收入，以開放停車場供人觀看煙花作招徠。另一方面，不少食肆、酒店、海上遊覽船以至郵輪等均推出與煙花匯演的商業活動以增加營業額。
在尖沙咀一家大型商場，顧客需於指定日期購物滿港幣五百元，便可換取入場券乙張，憑券可於煙花匯演舉行當晚到露天停車場欣賞煙花匯演。負責人於2月19日估計，由於開放平台予市民觀賞煙花，商場於煙花匯演舉行當日的人流達22萬人次。其中七成顧客為香港居民，另有三成則為旅港遊客。負責人又指場內每間商舖都擠滿顧客，即使過往因粵語諧音「埃」而乏人問津的鞋店，亦因市道暢旺及傳統觀念的改變而變得熱鬧起來。
而在酒店方面，尖沙咀絕大部份酒店之海景客房及套房均於匯演舉行前一周被訂滿，而香港島灣仔區一家酒店的海景房亦在匯演舉行前一周訂至九成滿。至於食肆方面，大部份能觀看煙花海景的食肆於年初二晚的訂位在匯演舉行前一週訂滿，更有一食肆的負責人表示，其中三成訂座更早於一年前預約。至於一些酒店旗下的食肆，有業者推出「盆菜宴」以作招徠。而即使酒店內的食肆座位沒有海景，酒店方面亦會安排顧客到露天可觀看海景的地方欣賞煙花。而另一方面，有一以中式帆船造型作招徠的海上食肆，在2月10日左右推出每位468港元煙花夜套餐，但在兩天內已有30個名額已被預約，佔總額的一半。
而海上遊覽船方面，由於香港經濟持續暢旺，本年度的海上煙花旅行團的價格亦有所上調。按香港旅遊發展局的資料，其中五家有提供服務的旅行社，其每人團費為港幣138元至680元。而其中一家有舉辦海上煙花團的旅行社表示，該公司在年初二晚須派出超過30艘船，共五千人在在維港海上欣賞煙花匯演，客量較2006年有兩成增長。該公司估計，偌以每位平均消費250港元計算，公司在當天的營業額將有125萬港元，比2006年增長三成。至於郵輪方面，有郵輪在匯演舉行期間停泊在海運大廈供顧客觀賞煙花並提供一晚住宿，收費為每位630至2700港元不等。

## 媒體播放
一如以往，無線電視翡翠台及亞洲電視本港台均會為煙花匯演作現場直播，而香港電台第四台亦會在煙花匯演舉行期間播出配樂，以供現場觀眾加強視聽效果。另外，多家香港境外電子傳媒亦會為是次煙花匯演作現場直播或錄影轉播。以下是有關電視節目的播映資料：
| 頻道               | 首播日期及時間 (HKT)                   | 主持                    | 收視／收看人數   | 備註 |
| ------------------ | -------------------------------------- | ----------------------- | ---------------- | ---- |
| 香港無線電視翡翠台 | 2007年2月19日 19:55-20:35 （現場直播） | 范振鋒、朱凱婷、 沈卓盈 | 22點 1,426,040人 |      |
| 亞洲電視本港台     | 2007年2月19日 19:55-20:25 （現場直播） | 劉錫賢、珈 潁           | 2點 129,640人    |      |
| 有線電視直播新聞台 | 2007年2月19日 19:55-20:25 （現場直播） | 沒有                    |                  |      |